# Naz̧ar Moḩammad
Naz̧ar Moḩammad (persiska: Kalāteh-ye Naz̧ar Moḩammad, نظر محمد) är en ort i Iran.   Den ligger i provinsen Nordkhorasan, i den nordöstra delen av landet, 600 km öster om huvudstaden Teheran. Naz̧ar Moḩammad ligger 1 727 meter över havet och antalet invånare är 714.
Terrängen runt Naz̧ar Moḩammad är huvudsakligen kuperad, men åt nordost är den bergig. Runt Naz̧ar Moḩammad är det ganska tätbefolkat, med 54 invånare per kvadratkilometer. Naz̧ar Moḩammad är det största samhället i trakten. Trakten runt Naz̧ar Moḩammad består i huvudsak av gräsmarker.